# Sulla superstizione
Sulla superstizione è un'opera filosofica attribuita a Plutarco giuntaci nei suoi Moralia.

## Struttura
Il saggio di Plutarco sulla superstizione è, principalmente, un tentativo di dimostrare che la superstizione è peggiore dell'ateismo. Il suo tono piuttosto fa pensare più ad un'orazione impromptu, quasi improvvisata, che ad un discorso accuratamente ragionato e suggerisce che fosse originariamente preparato per la presentazione pubblica.
Nel Catalogo di Lampria, in cui questo saggio è il numero 155, il titolo è dato come Περὶ δεισιδαιμονίας πρὸς Ἐπίκουρον, e forse questo titolo potesse riferirsi a qualche altro trattato di Plutarcoː il titolo si spiega perché, nella prima pagina del saggio ci sono le parole: "l'universo ... atomi e vuoto ... l'assunto è falso". 
Allora, come adesso, bibliotecari e revisori hanno guardato la prima pagina e sono giunti alle loro conclusioni; quindi era naturale che il compilatore del catalogo concludesse che il resto del libro era ugualmente ostile a Epicuro. D'altra parte, questo fornisce una prova interessante che il compilatore del catalogo di Lampria probabilmente aveva una copia delle opere di Plutarco davanti a lui quando ha stilato la sua lista.